# Datar Serdang
Datar Serdang is een bestuurslaag in het regentschap Lahat van de provincie Zuid-Sumatra, Indonesië. Datar Serdang telt 396 inwoners (volkstelling 2010).